# Liste der Naturdenkmale in Battenberg (Pfalz)
Die Liste der Naturdenkmale in Battenberg nennt die im Gemeindegebiet von Battenberg ausgewiesenen Naturdenkmale (Stand 4. März 2024).

## Naturdenkmale
| Nr.         | Bezeichnung | Lage                                                   | Beschreibung | Bild                          |
| ----------- | ----------- | ------------------------------------------------------ | --- | ----------------------------- |
| ND-7332-498 | Blitzröhren | östlich des Ortes an der K 30, unterhalb der Burgruine | Sandsteinwand mit röhrenförmigen Ausfällungen und Sinterbildungen von kieselsauren Eisenlösungen; flächenhaftes Naturdenkmal | mehr Fotos \| Fotos hochladen |